# III. Lajos, Blois grófja
III. Lajos (franciául: Louis III. de Blois-Châtillon) francia nemesúr, Blois grófja és Avesnes ura 1346 és 1372 között.

## Élete
II. Lajos, Blois grófja és Avesnes-i Jane legidősebb fiaként született. Apja halála után 1346-ban örökölte meg a Blois grófja címet. Részt vett a Poitiers-i csatában.
1372-ben hunyt el. Mivel gyermektelen volt öccse, II. János lett a következő blois-i gróf.